# Феодосий (Михайловский)
Епископ Феодо́сий (в миру Андре́й Михайло́вский-Проко́фьев; 1723, Михайлов — 30 января 1787, Коломна, Московская губерния) — епископ Русской православной церкви, епископ Коломенский и Каширский.

## Епископ
12 сентября 1740 года поступил в Рязанскую духовную семинарию, где учился до 1745 года. В сентябре 1745 года поступил в Московскую духовную академию, из которой вышел, до окончания курса, в начале 1749 года.
По приезде в Рязань в апреле того же года он был испытан в познаниях и определён учителем в Рязанскую духовную семинарию. По пострижении в монашество в Рязанском духовом монастыре и посвящении в иеромонаха он в 1755 году был назначен префектом семинарии и около 1758 года — присутствующим в семинарской конторе. В 1759 года был освобождён от присутствования в конторе и в том же или в следующем году посвящён в архимандрита Духова монастыря. 
В 1761 году определён ректором Рязанской духовной семинарии и архимандритом Рязанского Богословского монастыря. В 1763 году переведен в Солотчинский Рождество-Богородичный монастырь Рязанской епархии.
28 декабря 1763 года хиротонисан во епископа Коломенского и Каширского в придворной церкви в присутствии императрицы Екатерины II. В период управления епископом Феодосием Коломенской епархией учреждена коломенская консистория (1764 года), построены Тихвинский собор в Коломне и загородный архиерейский дом. В 1775 году епископ Феодосий повторно встречал императрицу Екатерину II и принимал её в архиерейских покоях.
Скончался 30 января 1787 года.